# Leioheterodon geayi
Leioheterodon geayi är en ormart som beskrevs av Mocquard 1905. Leioheterodon geayi ingår i släktet Leioheterodon och familjen snokar. IUCN kategoriserar arten globalt som livskraftig.
Artens utbredningsområde är Madagaskar. Den förekommer i öns sydvästra och södra delar. Habitatet utgörs av torra skogar, savanner och kulturlandskap. Individerna är aktiva på dagen och vistas främst på marken.
Inga underarter finns listade i Catalogue of Life.